# Torralba de los Sisones
Torralba de los Sisones – gmina w Hiszpanii, w prowincji Teruel, w Aragonii, o powierzchni 44,8 km². W 2011 roku gmina liczyła 181 mieszkańców.